# 헬보이
헬보이(Hellboy)는 1994년 다크호스 코믹스에서 출판된 마이크 미뇰라의 만화 시리즈이자 그 주인공이다.